# Kṛttikā
U hinduizmu, Kṛttikā [kr̩t̪t̪ikɑː] (sanskrt कृत्तिका, Krittika; Kārtikā) ime je božice koja je personifikacija zvjezdanog skupa zvanog Plejade na hrvatskom jeziku. 
U hinduističkoj astrologiji, Kṛttikā je jedna od Nakshatra.

## Mitologija
Kṛttikā je kći boga Dakshe i njegove supruge Panchajani te polusestra Khyati. Muž Kṛttike je bog Mjeseca — Chandra, poznat po snažnom libidu.

## Poveznice
- Plejona
- Daksha